# Pouydraguin
Pouydraguin är en kommun i departementet Gers i regionen Occitanien i sydvästra Frankrike. Kommunen ligger i kantonen Aignan som tillhör arrondissementet Mirande. År 2022 hade Pouydraguin 123 invånare.

## Befolkningsutveckling
Antalet invånare i kommunen Pouydraguin
Referens:INSEE